# Pleurospermum tsekuense
Pleurospermum tsekuense är en flockblommig växtart som beskrevs av R.H.Shan. Pleurospermum tsekuense ingår i släktet piplokor, och familjen flockblommiga växter. Inga underarter finns listade i Catalogue of Life.